# Petre Barițiu
Petre Barițiu (n. 1864 – d. 1924) a fost un deputat în Marea Adunare Națională de la Alba Iulia, organismul legislativ reprezentativ al „tuturor românilor din Transilvania, Banat și Țara Ungurească”, cel care a adoptat hotărârea privind Unirea Transilvaniei cu România, la 1 decembrie 1918.:p. 77

## Biografie
Petre Barițiu s-a nascut în 1864. Nepot a lui George Barițiu, la îndemnul unchiului său s-a dedicat artelor grafice și a întemeiat o tipografie pusă în serviciul exclusiv al cauzei românești. Drept urmare, a deschis în inima Hunedoarei, la Orăștie, prima tipografie românească, avându-i ca și colaboratori pe intelectualii locali, în frunte cu Ioan Mihu, Banca Ardeleană și dascălii școlilor în limba română. 
Interesele naționale ale românilor impuneau înființarea unei tipografii românești la Cluj. Petre Barițiu a înțeles această nevoie și s-a mutat la Cluj, înființând în 1904, pe strada Horea, tipografia „Carmen”. Aici, în decursul anilor, s-au tipărit mii de cărți, broșuri și gazete scrise în limba română.
La tipografia lui Petre Barițiu s-au tipărit reviste precum „Orizontul”, „Răvașul”, „Solia satelor”, „Cuvântul Adevărului”, „Noi” și „Orientul Nostru”. De asemenea, la tipografia „Carmen” a fost tipărită prima lucrare a lui Nicolae Iorga apărută în Ardeal înainte de 1918: O alegere de episcopi moldoveni. 
Izbucnirea Primului Război Mondial a constituit începutul unei perioade grele pentru tipografia lui Petre Barițiu, care împreună cu soția sa au fost prinși și întemnițați (deținuți politici), iar tipografia și casa acestora au fost distruse. 
A încetat din viață în 1924 văzându-și idealul național realizat.:p. 47-48

## Activitate politică
Petre Barițiu a fost membru și vicepreședinte al „Reuniunii Comercianților, Industriașilor și Meseriașilor Români” din Cluj, în cadrul căreia a promovat interesele comercianților și meseriașilor români din Ardeal. A participat activ la evenimentele din Cluj coordonate de Amos Frâncu, în 2 și 3 noiembrie 1918, încredințându-i-se tipărirea manifestelor. A fost de asemenea ales delegat al Cercului Electoral I Cluj pentru Marea Adunare Națională de la Alba Iulia.